# KPK Døre og Vinduer
KPK Døre og Vinduer A/S er en dansk virksomhed, der producerer vinduer og døre.
Virksomheden ligger i Tødsø  5 kilometer nord for Nykøbing på Mors.
KPK beskæftiger ca. 250 medarbejdere og er en del af det børsnoterede selskab Inwido.